# زنان در باغ
زنان در باغ (انگلیسی: Women in the Garden) نام اثری از نقاش نامدار فرانسوی، کلود مونه است. مونه این نقاشی رنگ روغن را در سال ۱۸۶۶ و در ۲۶ سالگی کشید. ابعاد این تابلو برای نقاشی در فضای آزاد بزرگ بود، از همین روی مونه برای کشیدن نیمه بالایی تابلو گودالی حفر کرد و نیمه پایینی بوم را در آن قرار داد. باغ از متعلقات املاکی بود که مونه اجاره کرده بود. کمیل اولین همسر مونه در خلق این اثر به عنوان مدل همکار او بود. مونه هنگام کشیدن این اثر در ابتدای فعالیت هنریش بود. زنان در باغ به علت ضعیف تشخیص داده شدن در نمایشگاه سالن (پاریس) پذیرفته نشد. مسئولان نمایشگاه با ضربات کوبه‌ای قلم موی مونه مشکل داشتند، نکته‌ای که به تدریج به عنوان شاخص و نشانه سبک دریافتگری تبدیل شد.

این اثر در موزه اورسی نگهداری می‌شود.